# Протосеваст
Протосеваст (греч. πρωτοσέβαστος, prōtosébastos, «первый севаст») — византийский придворный титул, созданный императором Алексеем I Комнином.

## История
Первое упоминание титула появляется в 1049 г., когда венецианский дож Доменико Контарини вместе с титулом патрикий упоминает его как свою регалию, его общепринятым создателем считается император Алексей I Комнин. Сначала титул был присвоен его брату Адриану, в то время как другой его ранний носитель — зять Михаил Таранит вскоре после этого был возведен в ещё более высокий титул пангиперсеваста. Примерно в то же время он был вручен герцогам Неаполя Сергию VI и Иоанну VI.
Позже, в XII веке, он передавался близким родственникам византийского императора, например, старшему сыну севастократора. При Палеологах носителями титула были представители ведущих аристократических семейств: Тарханиоты, Раули и т. д.
В написанной вскоре после сер. XIV в. «Книге о должностях» Псевдо-Кодина протосевасты помещаются на тринадцатое место в общей иерархии между великими логофетами и пинкернами. Его парадный костюм состоял из шапки-скиадиона золотисто-зеленого цвета с шелковым шитьем или куполообразного скараникона красновато-абрикосового цвета, украшенного шитьем золотой проволокой, с расписным стеклянным изображением стоящего впереди и восседающего на троне императора. Также носили богатую шелковую тунику каббадион.